# Samsung S8000
Samsung Jet (còn được gọi là Samsung S8000), là điện thoại cảm ứng phát hành vào tháng 6 năm 2009 bởi Samsung. Nó có vi xử lý 800 MHz và trình duyệt Web mới gọi là Dolfin, nó sẽ có sẵn trên điện thoại Samsung vào tương lai.

## Thông số kỹ thuật
- Màn hình: PenTile AMOLED
- Độ phân giải: 3,1 inch (7,9 cm) 16M-màu cảm ứng với độ phân giải 800 × 480 pixel
- Weight: 110 g
- Kích thước: 108,9 × 53,5 × 11,9
- Thời lượng pin trò chuyện: lên đến 8,2 giờ
- Thời gian chờ: lên đến 442 giờ
- Kết nối: HSDPA, Wi-Fi và Bluetooth (A2DP)

Điện thoại có CPU 800 MHz, máy ảnh 5 MP, màn hình cảm ứng 3.1-inch AMOLED, A-GPS, FM radio, 2 hoặc 8 GB bộ nhớ trong với khe thẻ nhớ microSD lên đến 16 GB và trình duyệt web do Samsung phát triển mang trên Dolfin.
Nó chạy TouchWiz 2.0 do Samsung phát triển. Thiết bị này chạy hệ điều hành độc quyền của Samsung cho phân khúc điện thoại di động này. Video quay bởi điện thoại này là D1 độ phân giải 30 fps sử dụng định dạng thấp 3gp.

## Android
Một nhóm phát triển đã boot thành công Android, mặc dù gọi và tin nhắn không hoạt động. Dự án đó dưới tên là 'JetDroid'.
Liên kết Jetdroid Lưu trữ ngày 10 tháng 4 năm 2021 tại Wayback Machine

## Liên kết
- Samsung S8000 Jet Trang chủ chính thức Lưu trữ ngày 15 tháng 6 năm 2010 tại Wayback Machine
- Samsung S8000 Jet - Thông số kỹ thuật đầy đủ
- Nhóm người dùng Samsung S8000 Jet Lưu trữ ngày 10 tháng 2 năm 2014 tại Wayback Machine
- Thông số Samsung Jet và trang tải xuống miễn phí Lưu trữ ngày 5 tháng 1 năm 2013 tại Wayback Machine
- JetDroid Development Forums Lưu trữ ngày 10 tháng 4 năm 2021 tại Wayback Machine